# كرايغ ماثر
كرايغ ماثر (بالإنجليزية: Craig Mather)‏ هو لاعب كرة قدم ومدرب كرة قدم بريطاني، ولد في 1971.